# Can Pujol (Olot)
Can Pujol és una casa del municipi d'Olot inclosa en l'Inventari del Patrimoni Arquitectònic de Catalunya.

## Descripció
Es tracta d'un casal de planta rectangular, amb baixos i dos pisos superiors i àmplia terrassa amb reixat. La façana principal, a ponent, s'aixeca en forma de capcer ondulat. Hi ha una placa de ceràmica vidriada en forma d'estrella, amb les dates de 1606 i 1913, de fundació i remodelació de l'edifici. Té amplis balcons emmarcats en pedra mentre que la resta de murs es van arrebossar. La façana de migdia disposa d'una àmplia terrassa coberta, amb balustrades i rajoles vidriades amb reflexos metàl·lics que la decoren.

## Història
L'assentament humà al Puig de Batet és molt antic, ja que era un ramal secundari de la ruta prehistòrica, i després grega i romana, que comunicava el mar i la muntanya, passant per les valls superiors del Fluvià.
L'any 1928 un grup de treballadors van trobar a Ca l'Ermità de Batet un enterrament ibèric-romà: "àvids d'or amb què somniaren, els treballadors en feren bocins de pressa i, desil·lusionats, tots els fragments s'escamparen entre altres desferres" (Danés, pàg. 117). El propietari va recollir els trossos i es va procedir a la restauració. Són de terra cuita blanquinosa, d'uns 40 cm de perímetre a l'amplada màxima, coll estret i una sola nansa.
La data documental més antiga de la serra de Batet és de l'any 977, moment en què es fa donació per part del comte de Besalú, Miró, al monestir de Sant Pere, del Mas Godomar (o Gavalmac).